# Joe Brincat
Joseph Brincat (ur. 5 marca 1970) – maltański piłkarz grający na pozycji pomocnika, wielokrotny reprezentant kraju. W 2002 roku został piłkarzem zespołu Birkirkara FC, z którego w tym samym roku odszedł do drużyny Sliema Wanderers. W klubie tym grał do 2006 roku. W 2006 roku został piłkarzem zespołu Floriana FC. 
W reprezentacji narodowej wystąpił łącznie 103 razy strzelając 5 bramek. Ostatni raz e barwach reprezentacji Malty wystąpił w 2004 roku w towarzyskim meczu przeciwko reprezentacji Mołdawii.